# Eupithecia littorata
Eupithecia littorata là một loài bướm đêm trong họ Geometridae.